# ماهیچه‌های لوزی
ماهیچه‌های لوزی یا عضلات رومبوئید (انگلیسی: Rhomboid muscles) دو ماهیچه لوزی‌شکل از عضلات سطحی قسمت پشت بدن در مجاورت کتف هستند به نام‌های ماهیچه لوزی بزرگ و ماهیچه لوزی کوچک. این ماهیچه‌ها توسط عصب کتفی پشتی (اسکاپولار دورسال) عصب‌دهی می‌شوند.
لوزی کوچک اندازه کوچکتری دارد و در قسمت فوقانی قرار دارد. لوزی بزرگ ابعاد بزرگتری دارد و در زیر لوزی کوچک جای دارد. به همین دلیل، به آن‌ها گاه لوزی بالایی و لوزی پایینی هم گفته شده‌است.
این دو ماهیچه در کنار هم‌دیگرند و فاصله کمی بین آنها وجود دارد، اگرچه نقاطی در حاشیه مرز آن‌ها وجود دارد که آنها به هم می‌پیوندند. این ماهیچه‌ها از نظر شکل، موقعیت و عملکرد شبیه‌اند، از این رو نام آن‌ها یکسان و تنها اشاره به اندازه آن‌ها متفاوت است. این دو ماهیچه در وظایفی که انجام می‌دهند هم‌افزایی دارند. آن‌ها برای هدف واحدی با هم عمل می‌کنند و هر دو در دو حرکت بسیار مهم کتف همکاری می‌کنند.
این دو حرکت به صورت جمع شدن است، یکی از این حرکات کتف را به خط میانی ستون مهره‌ها نزدیکتر می‌کند و حرکت دیگر در بالابری کتف نقش دارد.

## نگارخانه

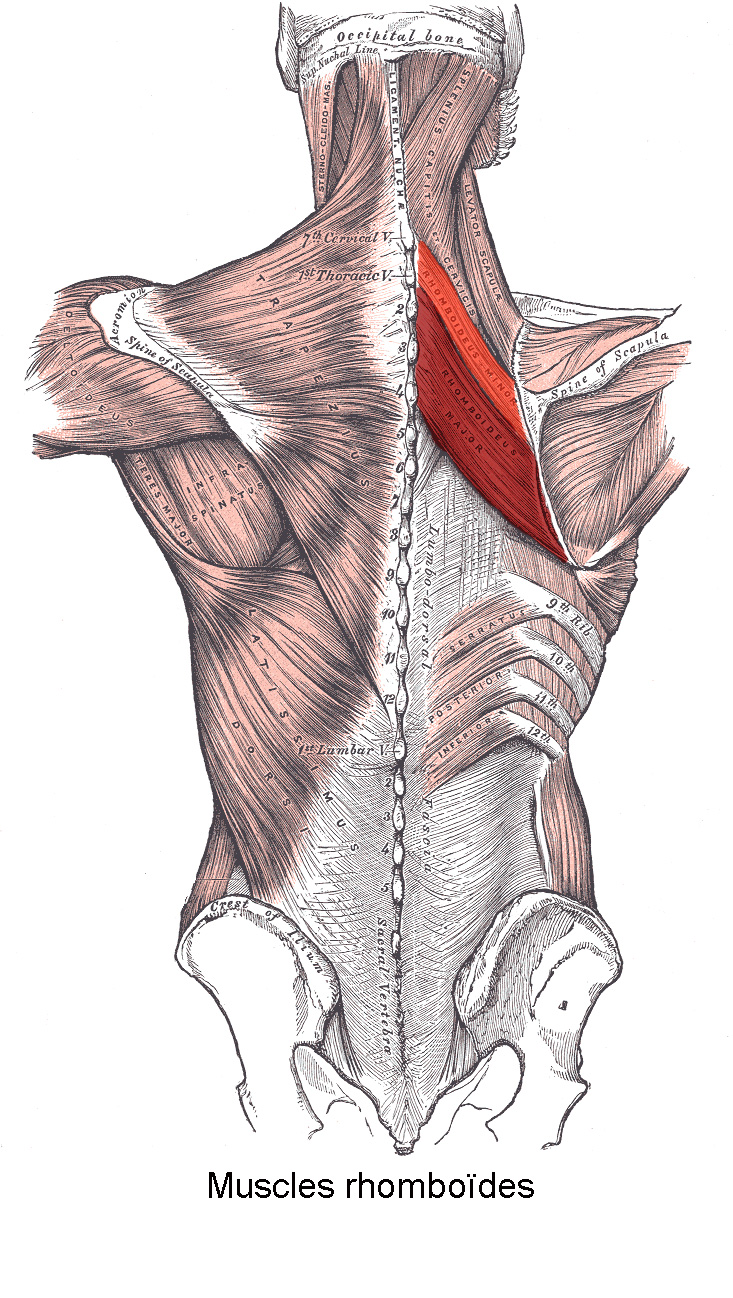
.
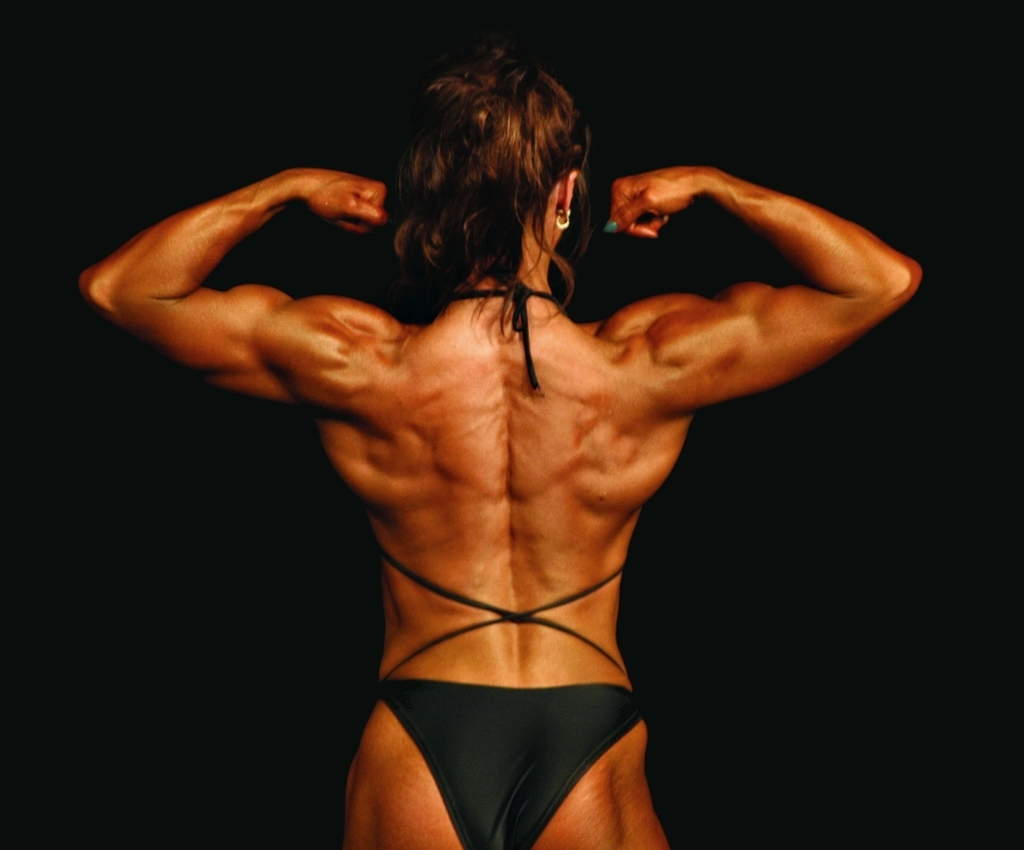